# Hartmut Sinnigen
Hartmut Sinnigen (* 15. August 1952) ist ein ehemaliger deutscher Fußballspieler. Der Mittelfeldspieler bestritt von 1975 bis 1982 für Westfalia Herne und Alemannia Aachen 215 Spiele in der 2. Bundesliga und erzielte 35 Tore.

## Sportlicher Werdegang
Sinningen begann mit dem Fußballspielen bei SuS Lünern. Über den westfälischen Landesligisten Rot-Weiß Unna, für den er zwischen 1971 und 1973 aktiv war, kam er zum Verbandsligisten SSV Hagen. Dort machte er in der Spielzeit 1974/75 den Ligakonkurrenten, Westfalenmeister und Aufsteiger in die 2. Bundesliga, Westfalia Herne, auf sich aufmerksam. Nachdem der Zweitligaabsteiger als Staffelsieger nach zwei Siegen gegen den SVA Gütersloh den direkten Wiederaufstieg  erreicht hatte, schloss sich Sinnigen der von Heinz Murach betreuten Mannschaft vom Stadion am Schloss Strünkede an. Zum Auftakt der Zweitligasaison 1975/76 trat er mit dem Klub bei Borussia Dortmund im Westfalenstadion an, bei der 0:4-Niederlage wurde er in der Halbzeitpause für Peter Cordes eingewechselt. Im Saisonverlauf etablierte er sich an der Seite von Torhüter Hans-Jürgen Bradler und Torjäger Hans-Joachim Abel als Stammspieler und avancierte in seiner zweiten Zweitligasaison zum regelmäßigen Torschützen. Mit zehn Saisontreffern war er als einer von vereinsintern fünf Spielern, die zweistellig trafen, nur zwei Tore hinter dem vereinsintern führenden Søren Busk. In der Saison 1977/78 war er in allen 38 Saisonspielen wie auch Spielmacher Herbert Bals mit von der Partie, ehe er den Klub in der folgenden Spielzeit mit sechs Saisontoren unter Trainer Gerd Prokop zum fünften Tabellenplatz führte.
Aufgrund finanzieller Unregelmäßigkeiten gab Westfalia Herne kurz nach dem Start der Saison 1979/80 die Lizenz zurück. Sinningen wechselte daraufhin zum Ligakonkurrenten Alemannia Aachen, für den er ab dem dritten Spieltag spielberechtigt war. Bis Saisonende bestritt er alle 36 Ligapartien. In der folgenden Spielzeit rückte er zeitweise ins zweite Glied und stand unter Trainer Erhard Ahmann nur noch bei 25 seiner 39 Saisonspiele in der Startelf. Unter dessen Nachfolger Ernst-Günter Habig kam er in der Saison 1981/82 nur noch sporadisch zum Zug, nach einem erneuten Trainerwechsel im Dezember stand er unter Horst Buhtz nur noch einmal auf dem Feld. Anschließend wechselte er zum SC Eintracht Hamm, mit dem er in der Oberliga Westfalen spielte. Am Ende der Spielzeit 1982/83 Oberliga-Meister, trat er mit dem Klub in der Aufstiegsrunde zur 2. Bundesliga an. Mit einem Punkt Rückstand auf den SC Charlottenburg verpasste der Klub den Zweitligaaufstieg. Als die Mannschaft in der folgenden Spielzeit als Vizemeister der Oberliga das Endspiel um die Deutsche Amateurmeisterschaft 1984 erreichte, war er nicht mehr dabei.